# PS Pige-Special
 Der er for få eller ingen kildehenvisninger i denne artikel, hvilket er et problem. Du kan hjælpe ved at angive troværdige kilder til de påstande, som fremføres i artiklen.

Pige-Special eller PS Pige-Special er et dansk mandeblad udgivet månedligt af Forlaget Rapport siden 1982. 
I 1982-1985 hed det blot Pige-Special, men ændrede så navn til PS Pige-Special, hvilket det hed frem til 2004, hvor titlen blev forkortet til Pige Special (nu uden bindestreg).
Oprindeligt indeholdt bladet mange artikler og reportager om utallige emner fra kultur til kriminalitet som supplement til de erotiske fotoserier, men fra nr. 10, 1996, ændrede bladet format, udseende og redaktionel linje og satsede herefter primært på erotisk indhold.
Der er også udgivet en række årlige særudgaver med titlen Super PS.